# 佐藤寿々江
佐藤 寿々江（さとう すずえ、1928年6月1日- 2016年11月13日）は、日本の彩色家。現在の東京都渋谷区出身。

## 経歴
以前は映画館で上映される映画のポスター写真に色づけを加える彩色の作業に携わっていたが、1951年3月場所に日本相撲協会が、幕内最高優勝賞品の一つとして優勝額の贈呈を再開するにあたり、掲額される優勝額のモノクロ写真に、手作業で着色する作業を延べ62年間にわたって担当し続けた。この優勝額は5年余りにわたって蔵前国技館、次いで両国国技館に掲額された。
晩年は体調を崩したため、以前の同僚が彩色作業を手伝うこともあったが、2014年1月、優勝額を提供する毎日新聞社から、佐藤が高齢になったことに伴い、優勝額の着色作業から引退することを正式に発表。本人の意志を尊重して、着色作業は佐藤一代限りで終了、今後は最新のコンピュータ技術を活用し、デジタル処理による着色したカラー写真を優勝額として掲揚・贈呈することになった。
2016年11月13日死去。

## 註
1. ↑  『相撲』2017年1月号143頁。
2. ↑  “訃報：相撲優勝額彩色、佐藤寿々江さん死去　88歳”.   毎日新聞 (2016年11月20日). 2016年11月21日閲覧。